# Юніон-Сіті (Оклагома)
Юніон-Сіті (англ. Union City) — місто (англ. town) в США, в окрузі Канадіян штату Оклагома. Населення — 1794 особи (2020).

## Географія
Юніон-Сіті розташований за координатами 35°23′58″ пн. ш. 97°54′24″ зх. д. / 35.39944° пн. ш. 97.90667° зх. д. (35.399523, -97.906705).  За даними Бюро перепису населення США в 2010 році місто мало площу 147,77 км², з яких 146,55 км² — суходіл та 1,22 км² — водойми.

## Демографія
Згідно з переписом 2010 року, у місті мешкало 1645 осіб у 517 домогосподарствах у складі 401 родини. Густота населення становила 11 особа/км².  Було 568 помешкань (4/км²).
Расовий склад населення:
| - 83,8 % — білих - 4,8 % — корінних американців - 4,5 % — чорних або афроамериканців - 0,5 % — азіатів - 1,3 % — осіб інших рас |

До двох чи більше рас належало 5,1 %. Частка іспаномовних становила 4,6 % від усіх жителів.
За віковим діапазоном населення розподілялося таким чином: 22,4 % — особи молодші 18 років, 67,5 % — особи у віці 18—64 років, 10,1 % — особи у віці 65 років та старші. Медіана віку мешканця становила 39,2 року. На 100 осіб жіночої статі у місті припадало 140,8 чоловіків;  на 100 жінок у віці від 18 років та старших — 145,1 чоловіків також старших 18 років.
Середній дохід на одне домашнє господарство  становив 92 602 долари США (медіана — 65 385), а середній дохід на одну сім'ю — 108 200 доларів (медіана — 78 839). За межею бідності перебувало 5,5 % осіб, у тому числі 2,3 % дітей у віці до 18 років та 4,2 % осіб у віці 65 років та старших.
Цивільне працевлаштоване населення становило 630 осіб. Основні галузі зайнятості: освіта, охорона здоров'я та соціальна допомога — 23,8 %, публічна адміністрація — 12,7 %, роздрібна торгівля — 10,0 %, будівництво — 8,7 %.